# Củ cải ngọt
Củ cải ngọt (tên khoa học: Beta vulgaris) là một loài thực vật thuộc họ Chenopodiaceae mà ngày nay thuộc họ Dền. Tùy thuộc vào giống cây trồng mà có thể có các tên khác như củ cải đường, củ dền... Đây là loài có nhiều giống cây trồng khác nhau, dùng để lấy củ để sản xuất đường, lấy củ và lá để làm thức ăn cho người hoặc thức ăn chăn nuôi.
Củ cải ngọt nói chung có củ màu đỏ tía đậm nhưng cũng có một số giống có củ màu vàng hoặc sọc đỏ trắng.

## Khóa phân loại
Có ba phân loài điển hình đã được công nhận. Tất cả các giống cây trồng đều thuộc phân loài Beta vulgaris subsp. vulgaris. Hai phân loài hoang dại là Beta vulgaris subsp. maritima phân bố ở khu vực Địa Trung Hải, duyên hải Đại Tây Dương thuộc châu Âu, vùng Cận Đông, Ấn Độ và Beta vulgaris subsp. adanensis, phân bố từ Hy Lạp đến Syria.

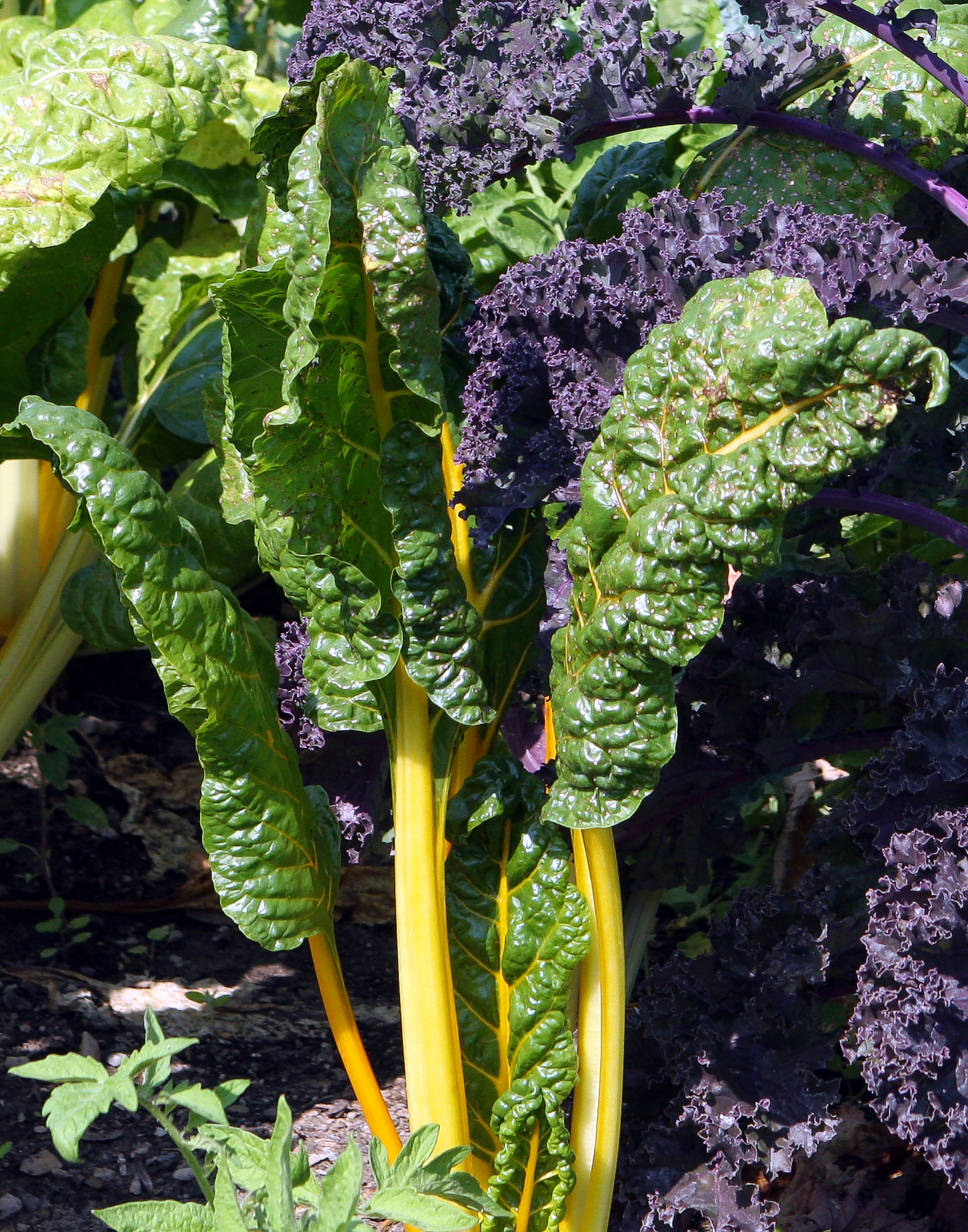
Rau chard thân vàng (cùng với rau kale lá tía.

Một số thứ và giống được trồng trọt:
- B. v. ssp. vulgaris convar. cicla (cải ăn lá: rau cải cầu vồng hay cải củ dền tiếng Anh: chard) - Nhóm này được coi là được thuần hóa tại Địa Trung Hải sau đó lan sang Trung Đông, Ấn Độ rồi đến Trung Hoa vào cuối thế kỷ 9. Nhóm này cũng được dùng làm cây thuốc trong thời kì Hy Lạp cổ đại và châu Âu Trung cổ. Nhu cầu sử dụng loại rau này giảm đi khi xuất hiện rau chân vịt.
  - B. v. ssp. v. convar. cicla. var. cicla - Lá của thứ này được nấu giống như với rau chân vịt.
  - B. v. ssp. v. convar. cicla. var. flaviscens - Thứ này có gân lá dày, thường được nấu riêng.
- B. v. ssp. vulgaris convar. vulgaris (cải lấy củ)
  - B. v. ssp. v. convar. vulgaris var. crassa (mangelwurzel) - Thứ này xuất hiện từ thế kỉ 18, củ làm thức ăn cho gia súc.
  - B. v. ssp. v. convar. vulgaris var. altissima (củ cải đường) - Đây là loại cây trồng thương mại, chứa hàm lượng sacaroza cao, dùng để chế biến đường ăn. Thứ này xuất hiện ở Đức từ cuối thế kỉ 18 sau khi người ta phát hiện củ của chúng chứa đường, vào năm 1747.
  - B. v. ssp. v. convar. vulgaris var. vulgaris (củ dền) - Thứ này củ có màu đỏ đặc trưng, thường dùng ở Đông Âu để nấu súp.

### Thuốc

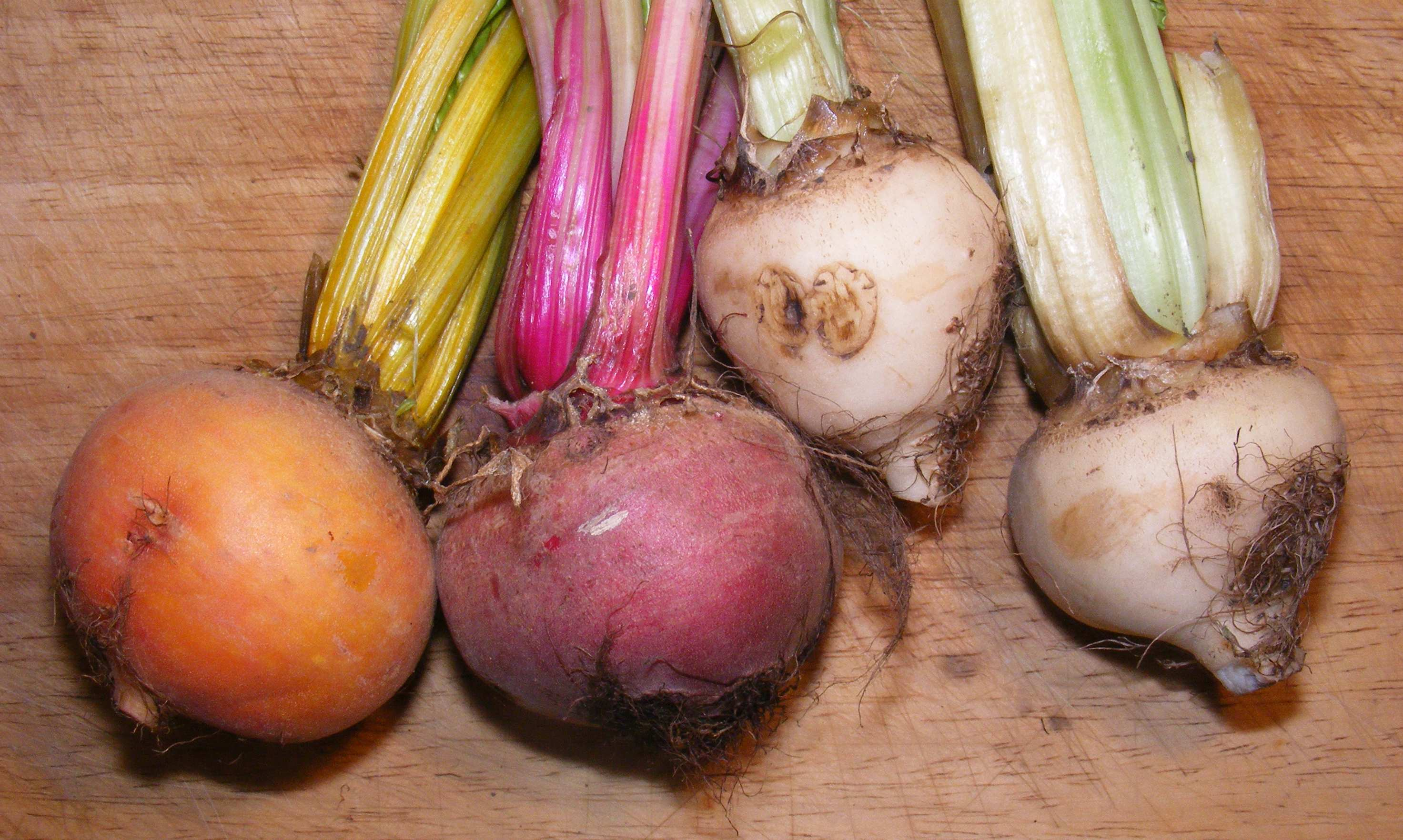
Củ cải ngọt với các màu khác nhau.

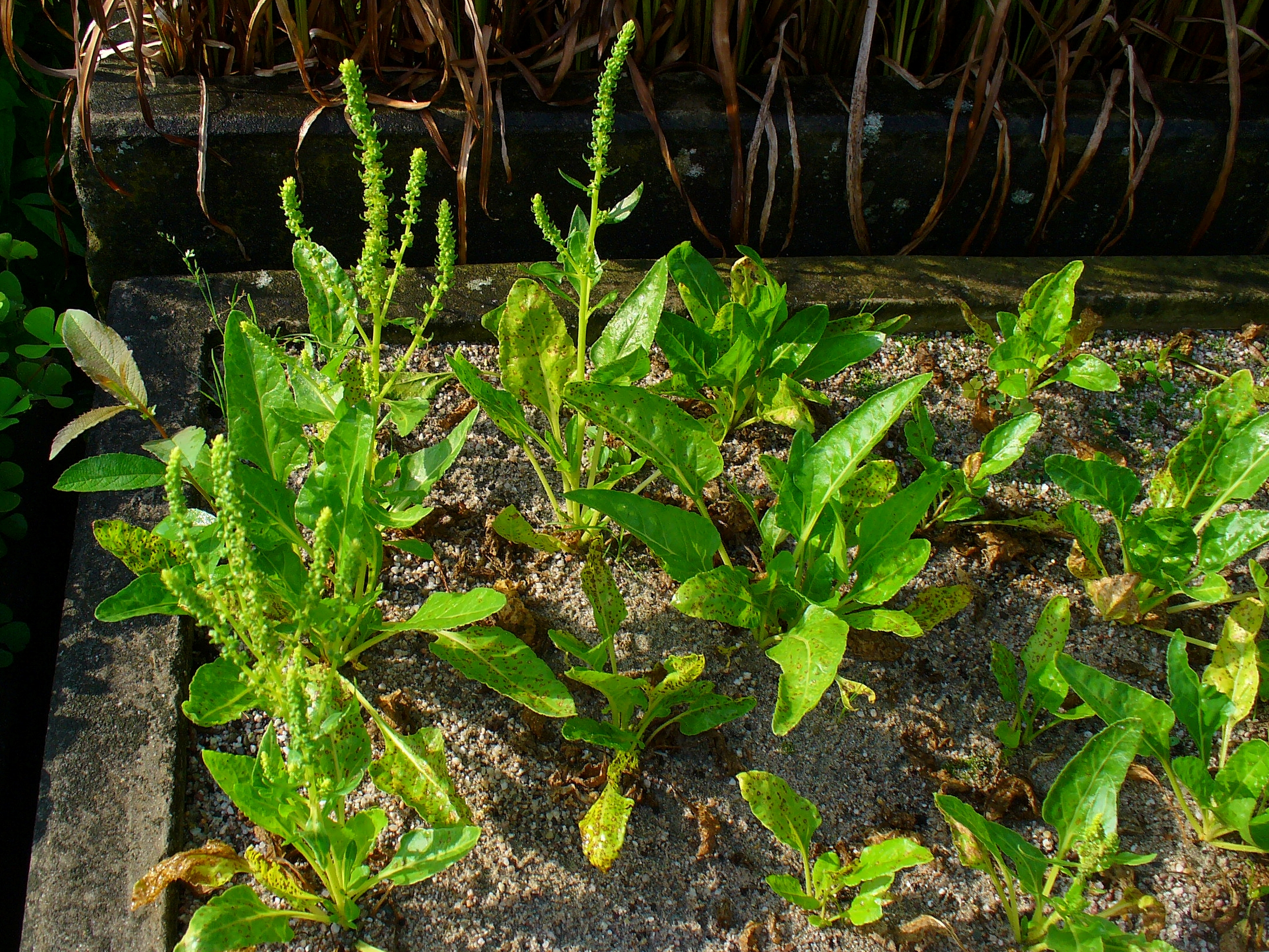
Cải biển (Beta vulgaris subsp. maritima), dạng hoang dại tổ tiên của các giống cây trồng.

## Cây củ cải đường
Năm 1747, Andreas Marggraf đã tách được đường từ cây củ cải ngọt với hàm lượng khoảng 1,3-1,6%. Ông đã chứng minh được rằng loại đường này giống như đường từ cây mía. Học trò của ông là Franz Karl Achard đã xác định được 23 thứ B. v. ssp. v. convar. vulgaris var. crassa có chứa đường và đã chọn một dòng địa phường từ Saxony-Anhalt, Đức. Một người tên là Koppy và con trai ông đã chọn tiếp được một dòng có củ hình nón, màu trắng. Dòng này chứa hàm lượng đường đến 6%.
Dòng được chọn này là tổ tiên của các giống củ cải đường hiện đại.
Năm 1840, khoảng 5% lượng đường trên thế giới được sản xuất từ củ cải đường, đến năm 1880 con số này đã lên đến 50%.